# عملیات بدر ۱۹۷۳
عملیات بدر ۱۹۷۳ (عربی: عملية بدر‎) یک حمله و عملیات نظامی مصر در سراسر کانال سوئز بود که خط بار-لو، زنجیره‌ای از استحکامات اسرائیل در امتداد خط مقدم شبه جزیره سینا تحت اشغال اسرائیل، را در ۶ اکتبر ۱۹۷۳ نابود کرد. این عملیات همزمان با حمله نظامی سوریه به بلندی‌های جولان تحت اشغال اسرائیل آغاز شد و جنگ یوم کیپور را آغاز کرد. در طول جنگ فرسایشی، که پیش از عملیات بدر رخ داد، مصر و سوریه (که قبلاً از اعضای جمهوری متحده عربی بودند) به دنبال بازپس‌گیری سرزمین‌هایی بودند که اسرائیل در طول جنگ اعراب و اسرائیل در سال ۱۹۶۷ از آنها گرفته بود.
مصری‌ها با تمرینات آموزشی در سال ۱۹۶۸، آماده‌سازی برای این حمله را آغاز کردند و به دنبال آن از سال ۱۹۷۱ به بعد، از جمله یک عملیات فریب، برنامه‌ریزی عملیاتی را آغاز کردند. در مراحل آغازین حمله، که به عنوان «گذرگاه» شناخته می‌شود، مهندسان رزمی مصری با استفاده از توپ‌های آبی، به سرعت گذرگاه‌های متعددی را از میان دیوار شنی که کرانه شرقی کانال سوئز را پوشانده بود، پاکسازی کردند و همزمان پل‌ها را کار گذاشتند و کشتی‌هایی را به کار انداختند که به خودروهای زرهی اجازه عبور به داخل قلمرو تحت کنترل اسرائیل را می‌داد.
ارتش اسرائیل از وسعت حمله غافلگیر شد و تا ۷ اکتبر، مصری‌ها عبور خود را تکمیل کرده بودند. کرانه شرقی اسرائیل توسط پنج لشکر پیاده‌نظام مصر تصرف و اشغال شد که متعاقباً مواضع دفاعی را در سر پل‌هایی که خط مقدم ۱۶۰ کیلومتری (۹۹ مایلی) را در بر می‌گرفت، ایجاد کردند. پس از آرامش در نبرد در ۷ اکتبر، نیروهای ذخیره زرهی اسرائیل به کانال سوئز رسیدند و یک ضدحمله علیه مصری‌ها در مقابل شهر اسماعیلیه آغاز کردند. با این حال، ارتش مصر در استفاده از سلاح‌های ضد تانک برای دفع حمله اسرائیل موفق بود و بار دیگر پیشروی کرد. تا پایان ۸ اکتبر، مصر نواری از خاک در امتداد کل کرانه شرقی کانال سوئز را تا عمق تقریبی ۱۵ کیلومتر (۹٫۳ مایل) اشغال کرده بود.
علاوه بر عبور از کانال، مصر با موفقیت محاصره دریایی علیه اسرائیل در دریای سرخ و دریای مدیترانه را اجرا کرده بود. اگرچه اسرائیل در نهایت توانست پیشروی مصر را متوقف کند و یک ضدحمله را در کانال سوئز جنوبی آغاز کند، موفقیت گسترده نیروهای مصری در مراحل اولیه درگیری، از جمله عملیات بدر، به‌طور ویژه توسط پانورامای ۶ اکتبر در قاهره مصر و پانورامای جنگ اکتبر در دمشق سوریه گرامی داشته می‌شود. در قاهره، پل ۶ اکتبر به نام تاریخی که عملیات بدر در آن آغاز شد، نامگذاری شده است.